# جيسي بيندكت كارتر
جيسي بيندكت كارتر (بالإنجليزية: Jesse Benedict Carter)‏ هو عالم لغوي كلاسيكي أمريكي، ولد في 16 يونيو 1872 في نيويورك في الولايات المتحدة، وتوفي في 20 يوليو 1917 في سيرفيغنانو ديل فريولي في إيطاليا.